# Informa Bulteno (Espagne)
Pour les articles homonymes, voir Informa Bulteno.
Informa Bulteno ( « Bulletin d'information » en espéranto), tel est le titre du bulletin des espérantistes de la CNT (Confederación Nacional del Trabajo (en espagnol) : Confédération nationale du travail) rédigé par des anarchistes du monde entier se trouvant en Catalogne et en Andalousie,  au cours de la Guerre civile espagnole.
L'espéranto, la Langue Internationale, était pour eux un élément fondamental de leur identité.
Paru aussitôt après le début de la Guerre d'Espagne, sa diffusion fut importante, aidant par exemple au recrutement de combattants volontaires pour les groupes internationaux des colonnes anarchistes.
Le parti POUM, dans les rangs duquel se trouvaient relativement beaucoup d'espérantophones, et les communistes catalans éditeront aussi leurs propres bulletins.